# Ромашкин, Владимир Иванович
Влади́мир Ива́нович Рома́шкин (эрз. Йовлань Оло; 6 сентября 1951, Ичалки, Мордовская АССР — 29 августа 2002, Саранск) — деятель мокшанского, каратайского, терюханского и эрзянского культурного возрождения конца XX века, фольклорист, музыкант, кинодокументалист. Эрзянин.

## Биография
В 1975 году Владимир Ромашкин окончил дирижёрско-хоровое отделение Саранского музыкального училища им. Л. П. Кирюкова (класс кандидата искусствоведения Н. И. Бояркина), в 1980 году — дирижёрско-хоровой факультет Казанской консерватории (класс педагога А. В. Булдаковой), в 1986 — аспирантуру при МНИИЯЛИЭ (сектор фольклора и искусства). С 1980 по 1989 год был научным сотрудником сектора фольклора и искусства Мордовского научно-исследовательского института языка, литературы и истории. В 1986 году вышла его монография «О некоторых особенностях традиционного песенного искусства мордвы-каратаев», в которой описал фольклор каратайских сёл в Татарской АССР. Позднее Владимир Ромашкин выступил как сценарист и кинематографист, при его участии были созданы документальные фильмы «Каратаи» и «Истоки». Снимался в музыкальном телефильме «О чем поет „Торама“». С 1990 — преподаватель музыкальных дисциплин в Республиканском училище культуры в Саранске.
Наиболее известная работа Владимира Ромашкина — создание этномузыкальной группы Торама, в репертуар которой вошли эрзянские, мокшанские, каратайские песни. Репертуар группы объединял традиции различных этнографических групп, населяющих мордовский край. Группа была отчасти семейной: к активному участию в ней Владимир Ромашкин привлёк своих сыновей — Виталия и Андрея.
В последние годы жизни, в контакте с русским реконструкторским движением, Владимир Ромашкин встал во главе молодёжного движения «Од Вий» (Новая сила).
В начале лета 2002 года музыкант почувствовал себя плохо и был госпитализирован. 29 августа утром его не стало.
Группа Торама продолжает концертировать и записывать альбомы.

## Награды
- Заслуженный деятель культуры Республики Мордовия.
- Кавалер ордена Крест Святой Марии[6] за большой вклад в развитие и распространение финно-угорской культуры в мире (7 марта 2001).
- Лауреат премии им. А. П. Рябова за вклад в сохранение и развитие эрзянского языка (2002)

## Музей Владимира Ромашкина

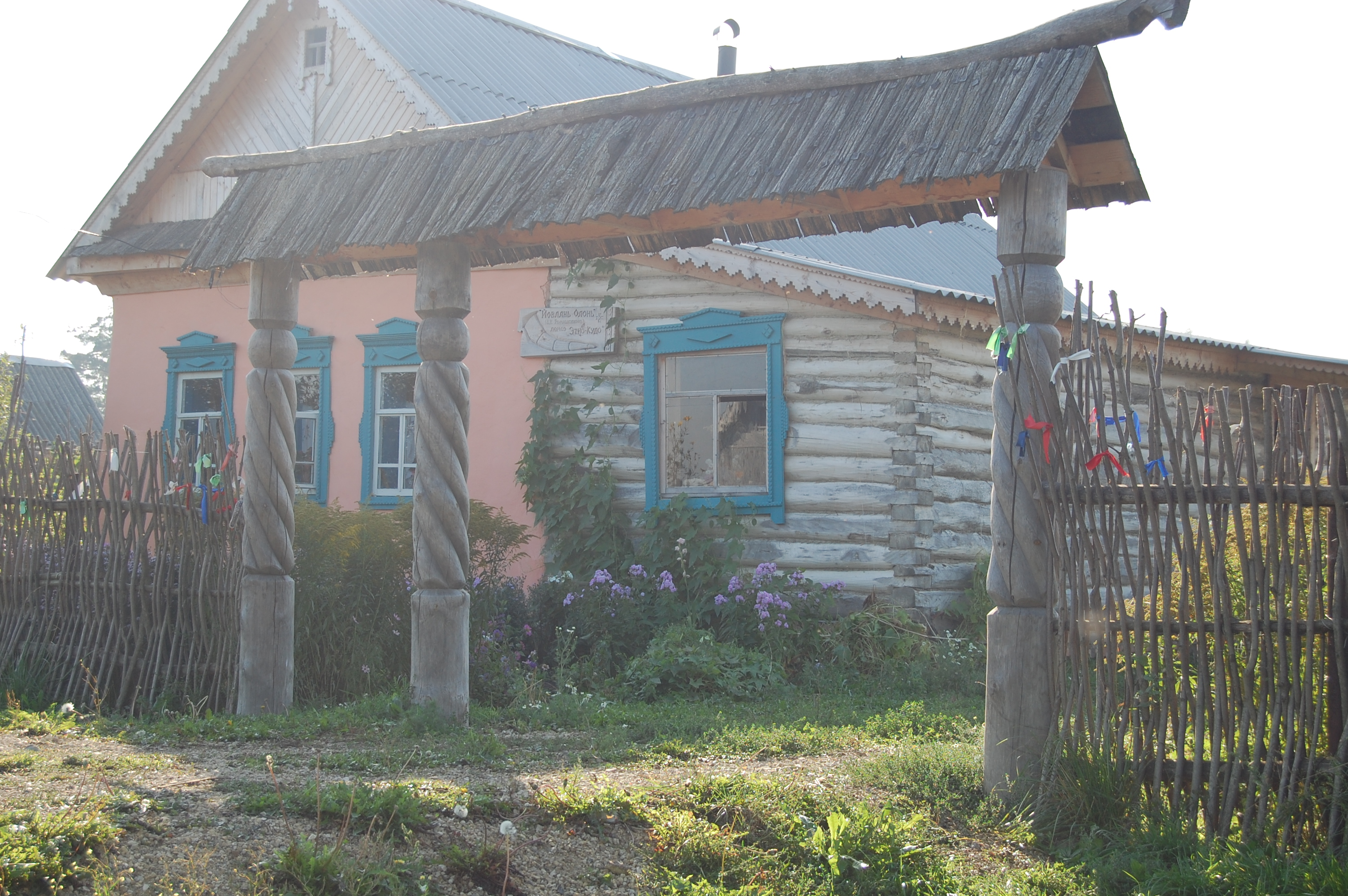
Дом-музей «Этно-Кудо» им. В. И. Ромашкина (с. Подлесная Тавла, Мордовия)

6 сентября 2006 года (в годовщину 55-летия музыканта) в селе Подлесная Тавла Кочкуровского района Мордовии открылся дом-музей «Этно-Кудо» имени В. И. Ромашкина. В 1989 году, тогда ещё молодой, никому не известный музыкант приобрёл небольшой домик в селе Подлесная Тавла. Будучи уже известным фольклористом, он мечтал об этно-туристическом маршруте в данное село, которое известно как центр эрзянской традиции резьбы по дереву. Традицией стало проведение ежегодного фольклорного фестиваля эрзянской и мокшанской песни «Торамась терди», посвящённого дню рождения Владимира Ивановича Ромашкина.